# Lindon Emërllahu
Lindon Emërllahu, né le 7 décembre 2002 à Suva Reka, est un footballeur international kosovar qui évolue au poste de milieu défensif au KF Ballkani.

## Biographie

### Carrière en sélection
Lindon Emërllahu fait ses débuts avec l'équipe du Kosovo senior le 27 septembre 2022, lors d'une victoire 5-1 face à Chypre.